# Compagnia del Mississippi

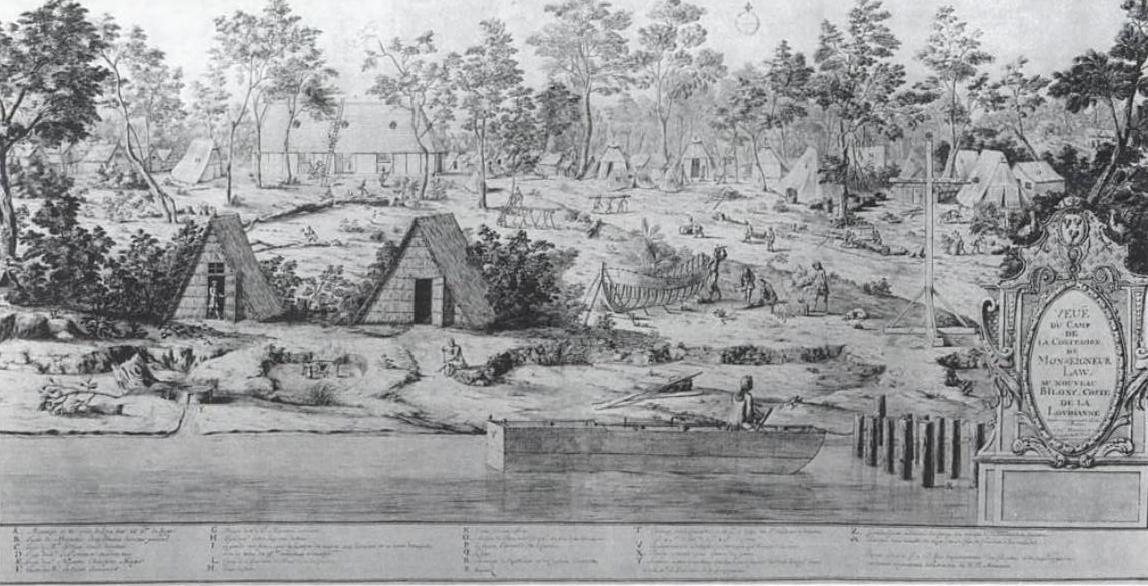
Campo di John Law, Biloxi, 1720

La Compagnia del Mississippi o Compagnia dell'Occidente fu un'organizzazione corporativa creata nel 1717 dall'economista scozzese John Law. Lo scopo della Compagnia del Mississippi era di poter commerciare con le colonie francesi del Nordamerica.

## Storia
Il capitale era formato dalla vendita di azioni di 500 "livres" pagabili con titoli di Stato. La Compagnia, che ottenne il monopolio del commercio in Louisiana francese, doveva assicurare la difesa della colonia e portare 6000 coloni e 3000 schiavi in 25 anni. Lo stratagemma di Law era semplice: presentò la Louisiana come un El Dorado, il che provocò la speculazione sulle azioni. Nel 1719 le azioni passarono da 500 a 15000 livres. La Compagnia d'Occidente riuscì ad inglobare le altre Compagnie omologhe (come la Compagnia del Senegal, della Cina e via dicendo) diventando la Compagnie Perpetuelle des Indes. 

### La bolla del Mississippi
Nel 1720 la fiducia si sgretolò, portando ad un rapido crollo delle azioni ed infine alla bancarotta della compagnia, con pesanti ripercussioni sull'intera economia francese.